# Sư đoàn 11 (Lục quân Đế quốc Nhật Bản)
Sư đoàn 11 (第11師団, Dai-Juichi Shidan), là một sư đoàn thuộc Lục quân Đế quốc Nhật Bản. Bí danh là Sư đoàn Gấm (錦兵団, Nishiki-heidan).

## Lịch sử
Sư đoàn 11 được thành lập ngày 01 tháng 10 năm 1898, là một trong sáu sư đoàn dự bị hình thành sau cuộc chiến tranh Thanh-Nhật. Lực lượng được tuyển từ bốn tỉnh ở Shikoku.
Trong cuộc chiến tranh Nga-Nhật, sư đoàn non trẻ này được giao cho tướng Nogi Maresuke chỉ huy, chiến đấu quyết liệt và thương vong khá nhiêu tại cuộc vây hãm đẫm máu ở hải chiến cảng Lữ Thuận. Sau đó sư đoàn đổi tên lại và tiếp nhận chỉ huy mới: tướng Kawamura Kageaki, tham gia trận Mukden, sư đoàn 11 đã đóng một vai trò quan trọng trong việc giành lấy chiến thắng cho Đế quốc Nhật Bản. Sau chiến tranh, sư đoàn đóng quân tại Mãn Châu quốc, và có tham gia vào cuộc can thiệp Sibir.
Mặc dù sư đoàn 11 là một trong ba sư đoàn của Nhật Bản có mặt tại sự kiện Thượng Hải lần thứ nhất từ tháng 1-3 năm 1932, sư đoàn 11 nhận nhiệm vụ đồn trú Mãn Châu quốc khi diễn ra cuộc chiến tranh Trung-Nhật.
Năm 1938, trung đoàn bộ binh 22 chuyển đi, được nâng lên và trở thành sư đoàn 24. Năm 1942, một phần ưu tú của sư đoàn 11 chuyển đến tăng cường cho sư đoàn 1, trước khi sư đoàn 11 triển khai tấn công Việt Nam. Một nhóm khác tác ra tạo thành Lữ đoàn bộ binh độc lập 10, bị tiêu diệt trong trận Guam (1944).
Tháng 4 năm 1945, các đơn vị còn lại của sư đoàn 11 trở về Shikoku, và giải trước khi Nhật Bản đầu hàng vào cuối cuộc chiến tranh Thái Bình Dương.
Chỉ huy danh tiếng của sư đoàn 11 trong lịch sử gồm: Nogi Maresuke, Tsuchiya Mitsuharu, Samejima Shigeo, Yoshinori Shirakawa, Iwane Matsui, Hayao Tada và Mitsuru Ushijima.

## Biên chế
Lữ đoàn bộ binh 12 (Marugame)
Lữ đoàn bộ binh 43 (Tokushima)
Lữ đoàn bộ binh 44 (Kochi)
Lữ đoàn kỵ binh 11
Lữ đoàn pháo binh Mountain 11
Lữ đoàn công binh 11
Lữ đoàn giao thông vận tải 11